# Katarzyna Józefowicz
Katarzyna Marta Józefowicz (ur. 26 listopada 1959 w Lublinie) – polska rzeźbiarka, artystka współczesna, profesor Akademii Sztuk Pięknych w Gdańsku.

## Życiorys
Studiowała w gdańskiej PWSSP (obecnie ASP) w latach 1981–1986, dyplom uzyskała w pracowni prof. Edwarda Sitka. Pracuje na stanowisku profesora nadzwyczajnego – prowadzi Pracownię Rzeźby na Wydziale Rzeźby i Intermediów. Dziekan Wydziału. W 2011 uzyskała tytuł naukowy profesora sztuk plastycznych. Wypromowała doktoraty Tomasza Sobisza (2007) oraz Sylwii Jakubowskiej-Szycik (2010).
Wybrane wystawy indywidualne (do roku 2006):
- 1993 – Galeria F.O.S. Gdańsk
- 1996 – BWA, Bydgoszcz
- 2000 – Galeria Foksal, Warszawa
- 2000 – Dywany, Galeria Prowincjonalna, Słubice
- 2001 – Galeria Foksal, Warszawa
- 2002 – Gry, Fundacja Galerii Foksal, Warszawa
- 2002 – Galeria „Koło”, Gdańsk
- 2003 – Galeria Arsenał, Białystok
- 2005 – Fundacja Galerii Foksal, Warszawa
- 2006 – Galeria Platán, Budapeszt, Węgry

Wybrane wystawy zbiorowe (do roku 2006):
- 1997 – Artyści Galerii „Koło”, Galeria „Koło”, Gdańsk
- 1999 – Public Relations – Sztuka z Gdańska, Centrum Sztuki Współczesnej Łaźnia, Gdańsk
- 1999 – Papierowa sfera, Miejska Galeria Sztuki, Łódź
- 2000 – Na wolności w końcu, Kunsthalle, Baden-Baden
- 2000 – Muzeum Narodowe w Szczecinie
- 2000 – Muzeum im. Xawerego Dunikowskiego Królikarnia, Warszawa
- 2001 – Kobieta o Kobiecie, Galeria Bielska BWA, Bielsko-Biała
- 2001 – Il Berlin Biennale, Berlin, Niemcy
- 2001 – Big Show, Nicc Gallery, Antwerpia, Belgia
- 2001 – Słubice-Gdańsk, Galeria Prowincjonalna, Słubice
- 2002 – Waiting for The Ice Age, Galeria Georg Kargl, Wiedeń, Austria
- 2002 – Biennale of Sydney, Sydney, Australia
- 2002 – Swptember Horse, Kuenstlerhaus Bethanien, Berlin, Niemcy
- 2002 – Centre of Attraction. VIII Baltic Triennal of International Art, Centrum Sztuki Współczesnej, Wilno, Litwa
- 2002 – Fundamentalisms of The New Order, Charlottenborg Exhibition Hall, Kopenhaga, Dania
- 2003 – Dekada, Centrum Sztuki Współczesnej Zamek Ujazdowski, Warszawa
- 2003 – Muzeum Okręgowe im. Leona Wyczółkowskiego, Bydgoszcz
- 2003 – Räume des Alltags, Städtischen Galerie im Buntentor, Brema, Niemcy
- 2003 – Architectures of Gender, Sculpture Center, Nowy Jork, Stany Zjednoczone
- 2003 – Anatomia Momentów, Grafiken Hus, Mariefred, Szwecja
- 2003 – Bewitched Bothered Bewildered, Migros Museum, Zurych, Szwajcaria
- 2003 – Centrum Sztuki Współczesnej „Łaźnia”, Gdańsk
- 2003 – Plunder. Culture As Material, Dundee Contemporary Arts, Dundee, Szkocja
- 2003 – Multiple Exposure, Galerie im Taxispalais, Innsbruck, Austria
- 2004 – Prym, Galeria BWA, Zielona Góra
- 2004 – The New Ten, Museum Kuppersmuhle, Duisburg, Niemcy
- 2004 – Krzątanina, Galeria BWA, Zielona Góra
- 2004 – Galeria Awangarda, Wrocław
- 2004 – Pluzzle, Griedervonputtkamer Galerie, Berlin, Niemcy
- 2004 – Habitat, Arndt und Partner, Berlin, Niemcy
- 2004 – Palimpset Muzeum, Biennale Sztuki w Łodzi, Muzeum Historii Miasta Łodzi
- 2005 – The Bench, Neue Kunst Halle, St Gallen
- 2005 – XXX Absolwent, Instytut Sztuki Wyspa, Gdańsk
- 2006 – W Polsce czyli gdzie?, Centrum Sztuki Współczesnej Zamek Ujazdowski, Warszawa
- 2006 – Ideal City – Invisible Cities, Zamość / Poczdam, Niemcy

## Nagrody
- Nagroda Miasta Gdańska w Dziedzinie Kultury za 2001 (2002)[3]
- Paszport „Polityki” (plastyka, za 2001)[4]
- Nagroda Prezydenta Miasta Gdańska w Dziedzinie Kultury z okazji jubileuszu 30-lecia pracy artystycznej (2017)[5]